# Старое Айманово
Ста́рое Айма́ново (тат. Иске Айман) — село в Актанышском районе Республики Татарстан. Административный центр Староаймановского сельского поселения.

## Этимология
Название села произошло от антропонима Айман.

## География
Село расположено в Восточном Закамье на реках Базы и Киндер-Чишма (верховья реки Базяна), находится в 37 км к юго-западу от районного центра, села Актаныш.

## История
Село было основано в XVII веке башкирами-вотчинниками.
В XVIII—XIX веках жители относились к сословиям башкир-вотчинников (Мушугинской тюбы Булярской волости) и тептярей. Ревизией 1795 года в селе были учтены башкиры-вотчинники и тептяри. В 1859 году в селе проживало 973 души башкир обоего пола, а в 1870 году — 952 башкира.
В 1870 году была ветряная мельница, в 1905 году — хлебозапасный магазин и бакалейная лавка, также были взяты на учёт по 2 мечети и школа при них.

## Население
| 1795 | 1834 | 1859 | 1870 | 1884 | 1897 | 1906 | 1913 | 1920 | 1926 | 1938 | 1949 | 1958 | 1970 | 1979 | 1989 | 2002 | 2010 | 2015 |
| ---- | ---- | ---- | ---- | ---- | ---- | ---- | ---- | ---- | ---- | ---- | ---- | ---- | ---- | ---- | ---- | ---- | ---- | ---- |
| 225  | 592  | 929  | 952  | 1322 | 983  | 801  | 1056 | 1161 | 870  | 823  | 611  | 604  | 640  | 536  | 400  | 366  | 334  | 380  |

Национальный состав
Согласно результатам переписи 2002 года, в национальной структуре населения села татары составляли 100%.

## Известные люди
- Ибрагим Айдагулов сын Мурзакаев — зауряд-хорунжий 5-го Башкирского полка, кавалер серебряных медалей «За взятие Парижа 19 марта 1814 года» и «1812 год» [6].

### Комментарии
1. ↑  Расстояние измерено с помощью инструментария Яндекс.Карты